# Vianne Rouleau
Vianne Elizabeth Rouleau (ur. 11 marca 2002) – kanadyjska zapaśniczka walcząca w stylu wolnym. 
Zajęła ósme miejsce na mistrzostwach panamerykańskich w 2025. 
Druga na MŚ U-23 w 2024. Trzecia na mistrzostwach panamerykańskich U-23 w 2025. Wygrała mistrzostwa panamerykańskie juniorów w 2022, a także druga wśród kadetów w 2018 i trzecia w 2019 roku. Zawodniczka University of Alberta.